# Vadu Moților
Vadu Moților (in ungherese Aranyosvágás) è un comune della Romania di 1 504 abitanti, ubicato nel distretto di Alba, nella regione storica della Transilvania.
Il comune è formato da un insieme di 11 villaggi: Bodești, Burzești, Dealu Frumos, Lăzești, Necșești, Poduri-Bricești, Popeștii de Jos, Tomuțești, Toțești, Vadu Moților, Vâltori.
La località di Vadu Motilor viene citata per la prima volta in un documento del 1699 con il nome di Sacatura. Il comune venne istituito nel 1850 ed il territorio comprendeva anche l'attuale comune di Poiana Vadului, che divenne comune autonomo nel 1860.